# Jiffs
Cet article possède un paronyme, voir JIFF.

Jiffs était un terme péjoratif utilisé par le renseignement britannique, et plus tard par la 14e armée, pour désigner les soldats de l'armée nationale indienne après l'échec de la première offensive d'Arakan de 1943.  Le terme est dérivé de l'acronyme JIFC, abréviation de japonais — cinquième colonne indienne (ou d'inspiration). Il en vint à être employé dans une offensive de propagande en juin 1943 au sein de l'armée indienne britannique dans le cadre des efforts visant à préserver la loyauté des troupes indiennes à Manipur après avoir subi la désertion et les pertes en Birmanie lors de la première offensive d'Arakan. Après la fin de la guerre, le terme « Hiffs » (inspiré de Hitler) a également été utilisé pour les troupes rapatriées de la Légion indienne en attente de jugement.